# IC 1312
IC 1312 — галактика типу *Grp (велика група зірок) у сузір'ї Стріла.
Цей об'єкт міститься в оригінальній редакції індексного каталогу.